# Heinrich von Lüttwitz
Heinrich Freiherr von Lüttwitz (* 6. Dezember 1896 in Krumpach, Landkreis Trebnitz, Provinz Schlesien; † 9. Oktober 1969 in Neuburg an der Donau, Oberbayern) war ein deutscher General der Panzertruppe im Zweiten Weltkrieg.

## Leben
Heinrich Freiherr von Lüttwitz entstammte dem schlesischen Adelsgeschlecht Lüttwitz. Nach Ausbruch des Ersten Weltkriegs trat er am 10. August 1914 als Fahnenjunker in das Ulanen-Regiment „Kaiser Alexander III. von Rußland“ (Westpreußisches) Nr. 1 ein. Am 29. Oktober 1914 erhielt er die Beförderung zum Fähnrich und am 1. Dezember 1914 zum Leutnant. Als solcher wurde er als Zugführer auch nach seiner Versetzung in das Reserve-Dragoner-Regiment Nr. 3 weiterhin an der Ostfront im Kampf gegen die Russische Armee eingesetzt. Für sein Wirken erhielt er beide Klassen des Eisernen Kreuzes sowie das Verwundetenabzeichen in Schwarz.
Nach Kriegsende 1918 schloss sich Lüttwitz zunächst einem Freikorps an und war mit diesem beim Grenzschutz Ost tätig, bevor er in die Reichswehr übernommen wurde und in das 8. (Preußisches) Reiter-Regiment kam. Hier verblieb er in verschiedenen Funktionen bis zum 30. September 1936. Zunächst wurde er in der 1. Eskadron in Militsch, dann ab 1929 im Regimentsstab in Oels und ab April 1931 als Chef der 4. Eskadron in Namslau verwendet. Am 1. Oktober 1935 kam Lüttwitz wieder in den Regimentsstab. Während seiner Regimentszugehörigkeit wurde er am 1. April 1925 zum Oberleutnant, am 1. Februar 1931 zum Rittmeister und am 1. Januar 1936 zum Major befördert. Am 1. Oktober 1936 übernahm er die I. Abteilung des Kavallerie-Regiments 4 in Allenstein, aus dem später u. a. die Aufklärungsabteilung 1 gebildet wurde.
Lüttwitz wurde am 1. März 1939 zum Oberstleutnant befördert und erhielt am 27. August 1939 das Kommando über die Aufklärungsabteilung, die er nach dem Beginn des Zweiten Weltkriegs bis zu seiner Verwundung am 2. September 1939 beim Überfall auf Polen führte. Nach einem Lazarettaufenthalt wurde er am 11. September 1939 zunächst in die Führerreserve versetzt und nach seiner Genesung am 1. Juli 1940 zum Kommandeur des Schützen-Bataillons 59 ernannt. Lüttwitz übernahm am 4. September 1940 das 1. Bataillon des Schützen-Regiments 11 und wurde am 16. Oktober 1940 zum Kommandeur des Schützen-Regiments 101 ernannt. Nach Beginn des Krieges gegen die Sowjetunion übernahm er in gleicher Funktion am 28. Juni 1941 das Schützen-Regiment 59. Am 1. Oktober 1941 wurde Lüttwitz zum Oberst befördert und am 19. Dezember 1941 mit dem Deutschen Kreuz in Gold ausgezeichnet. Das Regiment gab er ein knappes Jahr später ab, um die 20. Schützen-Brigade zu übernehmen. In dieser Stellung erhielt er am 27. Mai 1942 das Ritterkreuz des Eisernen Kreuzes und behielt das Kommando auch nach deren Umbenennung in 20. Panzergrenadier-Brigade Anfang Juli 1942. Vom 10. Oktober 1942 bis 4. Mai 1943 fungierte Lüttwitz als Kommandeur der 20. Panzer-Division an der Ostfront im Bereich der Heeresgruppe Mitte und wurde am 1. Dezember 1942 zum Generalmajor befördert. Er kam anschließend zum Oberkommando der Wehrmacht und war hier als Chef des Sonderstabes bis zum 31. Januar 1944 tätig. Als Generalleutnant (seit 4. Juni 1943) übernahm Lüttwitz die 2. Panzer-Division, mit der er nach der alliierten Landung in der Normandie an der Invasionsfront eingesetzt wurde. Nachdem er am 3. September 1944 das Eichenlaub zum Ritterkreuz des Eisernen Kreuzes (571. Verleihung) erhalten hatte, gab er einen Tag später das Kommando wieder ab, wurde mit der Führung des XXXXVII. Panzerkorps beauftragt und am 9. November 1944 unter gleichzeitiger Beförderung zum General der Panzertruppe zum Kommandierenden General des Korps ernannt. In dieser Zeit war er für die erfolglose Verteidigung von Nancy in dem Kampf um Nancy engagiert. Während der Ardennenoffensive (ab 16. Dezember 1944) nahm er mit seinem Verband am Kampf um Bastogne bzw. an der Belagerung von Bastogne teil.
Der Verband wurde am 6. April 1945 während der Schlacht im Ruhrkessel in „Armeeabteilung Lüttwitz“ umbenannt. Dort geriet Lüttwitz am 16. April 1945 in US-amerikanische Kriegsgefangenschaft, aus der er am 1. Juli 1947 entlassen wurde.